# Шилекша (приток Унжи)
Шилекша — река в Костромской области России.

## Общие сведения
Протекает в северо-восточном направлении по территории Кологривского района. Ниже города Кологрива впадает в реку Унжу в 258 км от её устья по правому берегу. Длина — 12 км. Вдоль течения реки расположены населённые пункты Суховерховского сельского поселения — деревни Красавица и Шилекша. Крупнейший приток — Большой Пихтуй (правый).

## Данные водного реестра
По данным государственного водного реестра России относится к Верхневолжскому бассейновому округу, водохозяйственный участок реки — Унжа от истока до устья, речной подбассейн реки — Бассейн притоков Волги ниже Рыбинского водохранилища до впадения Оки. Речной бассейн реки — (Верхняя) Волга до Куйбышевского водохранилища (без бассейна Оки).
Код объекта в государственном водном реестре — 08010300312110000015457.